# Le Journal pour rire
Le Journal pour rire est une publication illustrée humoristique française créée par Charles Philipon le 5 février 1848 et disparu en 1855, remplacé par le Journal amusant et Le Petit Journal pour rire, qui en est la version populaire.

## Contexte et description

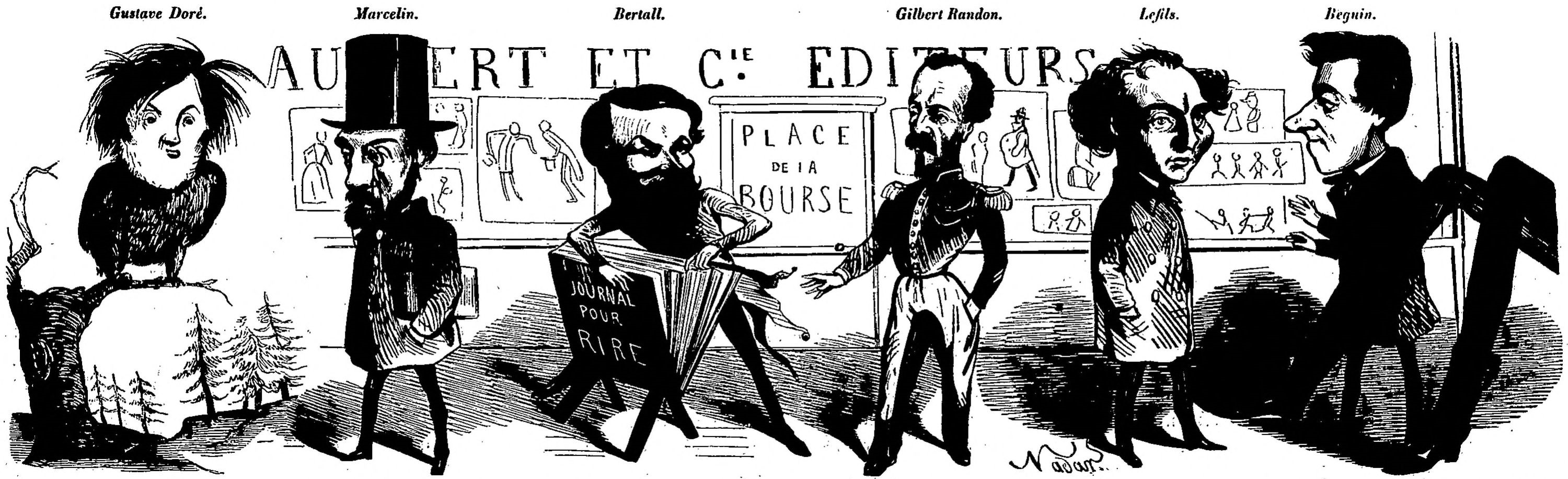
Caricature par Nadar de quelques dessinateurs du journal, publiée dans le numéro du 23 avril 1852. De gauche à droite : Gustave Doré, Marcelin, Bertall,,, Béguin et les jambes de Nadar.

Le Journal pour rire naît au moment des journées révolutionnaires de février 1848, qui embrase Paris puis la province.
Publié par Aubert & Cie en quatre pages grand-in-folio, il permet à Gustave Doré de livrer dès 1848 ses premiers dessins. 
En 1856, le titre est remplacé par le Journal amusant (qui en est la continuation) et par le Petit Journal pour rire qui est la version « populaire », plus petite (huit pages in-quarto) et moins chère du Journal amusant dont sont tirées la plupart de ses illustrations. 

## Illustrateurs
- Béguin
- Bertall
- Gustave Doré
- Marcelin
- Nadar
- Louis Morel-Retz

## Le Petit Journal pour rire
Le Petit Journal pour rire est un hebdomadaire paraissant le samedi, lancé le 23 février 1856 : il reprend la plupart des dessins du Journal amusant et la direction est assurée par Nadar, nommé rédacteur en chef, Eugène Philipon (1832-1874), fils du fondateur, puis Théodore Le Cerf. Une deuxième série débute en 1869. Une troisième série commence au début de l'année 1881 et comporte 600 numéros. Une quatrième est dernière série enfin, qui se termine en 1904.

## Suppléments
Le 31 janvier 1855, est lancé le Musée français-anglais, qui devient en janvier 1858 le Musée français : journal d'illustrations mensuelles, en supplément du Journal amusant.

## Sources
- Le Journal amusant, « journal illustré, journal d'images, journal comique, critique, satirique, etc. », 1856-1933, lire en ligne.